# Combat de Bosso
Insurrection de Boko Haram
Le combat de Bosso se déroule lors de l'insurrection de Boko Haram.

## Déroulement
Le 30 mars 2015, les djihadistes de Boko Haram venus de Malam Fatori tentent un nouvel assaut contre la ville de Bosso au Niger, déjà attaquée en février. Cependant, ils sont interceptés par les militaires tchadiens et nigériens. L'attaque est repoussée, plusieurs véhicules et un blindé des islamistes sont détruits et les survivants se replient sur Malam Fatori. Selon un communiqué de l'état-major tchadien, 47 assaillants sont tués contre aucune perte du côté des militaires. Une source humanitaire de l'AFP donne un bilan proche ; 40 à 47 morts chez les islamistes,,.